# Görögország a 2016. évi nyári olimpiai játékokon
Görögország a brazíliai Rio de Janeiróban megrendezett 2016. évi nyári olimpiai játékok egyik részt vevő nemzete volt. Az országot az olimpián 15 sportágban 92 sportoló képviselte, akik összesen 6 érmet szereztek.

## Érmesek
| Érem  | Versenyző                             | Sportág       | Versenyszám            |
| ----- | ------------------------------------- | ------------- | ---------------------- |
| Arany | Katerína Sztefanídi                   | Atlétika      | Női rúdugrás           |
| Arany | Ána Korakáki                          | Sportlövészet | Női sportpisztoly      |
| Arany | Elefthériosz Petrúniasz               | Torna         | Férfi gyűrű            |
| Ezüst | Szpirídon Janiótisz                   | Úszás         | Férfi 10 km nyílt vízi |
| Bronz | Ána Korakáki                          | Sportlövészet | Női légpisztoly        |
| Bronz | Pávlosz Kajialísz Panajiótisz Mántisz | Vitorlázás    | Férfi 470-es osztály   |

## Asztalitenisz
Férfi
| Versenyző          | Versenyszám | Selejtező         | 64-es főtábla     | 48-as főtábla                                            | 32-es főtábla                                        | Nyolcaddöntő      | Negyeddöntő       | Elődöntő          | Döntő             | Helyezés |
| Versenyző          | Versenyszám | Ellenfél Eredmény | Ellenfél Eredmény | Ellenfél Eredmény                                        | Ellenfél Eredmény                                    | Ellenfél Eredmény | Ellenfél Eredmény | Ellenfél Eredmény | Ellenfél Eredmény | Helyezés |
| ------------------ | ----------- | ----------------- | ----------------- | -------------------------------------------------------- | ---------------------------------------------------- | ----------------- | ----------------- | ----------------- | ----------------- | -------- |
| Panajótisz Giónisz | Egyes       | erőnyerő          | erőnyerő          | Padasak Tanviriyavechakul (THA) · 11–7, 11–2, 11–5, 11–6 | Mizutani Dzsun (JPN) · 9–11, 12–10, 5–11, 8–11, 6–11 | kiesett           | kiesett           | kiesett           | kiesett           | 17.      |

## Atlétika
Férfi
| Versenyző                     | Versenyszám     | Előfutam | Előfutam | Előfutam | Elődöntő | Elődöntő | Elődöntő | Döntő   | Döntő    |
| Versenyző                     | Versenyszám     | Idő      | Hely.    | Össz.    | Idő      | Hely.    | Össz.    | Idő     | Helyezés |
| ----------------------------- | --------------- | -------- | -------- | -------- | -------- | -------- | -------- | ------- | -------- |
| Likúrgosz-Sztéfanosz Cákonasz | 200 m           | 20,31    | 3.       | 19.*     | 20,63    | 7.       | 23.      | kiesett | kiesett  |
| Konsztandínosz Duvalídisz     | 110 m gát       | 13,41    | 1.       | 6.       | 13,47    | 5.       | 13.      | kiesett | kiesett  |
| Mihálisz Kalomoírisz          | Maraton         |          |          |          |          |          |          | 2:37:03 | 132.     |
| Krisztóforosz Merúszisz       | Maraton         |          |          |          |          |          |          | 2:29:39 | 116.     |
| Aléxandrosz Papamihaíl        | 20 km gyaloglás |          |          |          |          |          |          | 1:21:55 | 20.      |
| Aléxandrosz Papamihaíl        | 50 km gyaloglás |          |          |          |          |          |          | 3:59:21 | 28.      |

| Versenyző                 | Versenyszám   | Selejtező | Selejtező | Döntő    | Döntő    |
| Versenyző                 | Versenyszám   | Eredmény  | Helyezés  | Eredmény | Helyezés |
| ------------------------- | ------------- | --------- | --------- | -------- | -------- |
| Konsztandínosz Baniótisz  | Magasugrás    | 222 cm    | 34.       | kiesett  | kiesett  |
| Konsztandínosz Filipídisz | Rúdugrás      | 570 cm    | 2.        | 550 cm   | 7.**     |
| Miltiádisz Tendóglu       | Távolugrás    | 764 cm    | 27.       | kiesett  | kiesett  |
| Nikolas Skarvelis         | Súlylökés     | 19,37 m   | 27.       | kiesett  | kiesett  |
| Mihail Anastasakis        | Kalapácsvetés | 71,28 m   | 20.       | kiesett  | kiesett  |

Női
| Versenyző             | Versenyszám     | Előfutam | Előfutam | Előfutam | Elődöntő | Elődöntő | Elődöntő | Döntő    | Döntő    |
| Versenyző             | Versenyszám     | Idő      | Hely.    | Össz.    | Idő      | Hely.    | Össz.    | Idő      | Helyezés |
| --------------------- | --------------- | -------- | -------- | -------- | -------- | -------- | -------- | -------- | -------- |
| María Belimbaszáki    | 200 m           | 23,19    | 4.       | 37.      | kiesett  | kiesett  | kiesett  | kiesett  | kiesett  |
| Eirini Vasileiou      | 400 m           | 54,37    | 7.       | 50.      | kiesett  | kiesett  | kiesett  | kiesett  | kiesett  |
| Alexia Pappas         | 10 000 m        |          |          |          |          |          |          | 31:36,16 | 17.      |
| Elisavet Pesiridou    | 100 m gát       | 13,10    | 7.       | 33.      | kiesett  | kiesett  | kiesett  | kiesett  | kiesett  |
| Ourania Rempouli      | Maraton         |          |          |          |          |          |          | 2:46:32  | 88.      |
| Sofia Riga            | Maraton         |          |          |          |          |          |          | 2:49:07  | 103.     |
| Panagiota Vlachaki    | Maraton         |          |          |          |          |          |          | 2:59:12  | 118.     |
| Antigoni Ntrismpioti  | 20 km gyaloglás |          |          |          |          |          |          | 1:32:32  | 15.      |
| Panagiota Tsinopoulou | 20 km gyaloglás |          |          |          |          |          |          | 1:38:24  | 47.      |

| Versenyző                 | Versenyszám   | Selejtező | Selejtező | Döntő    | Döntő    |
| Versenyző                 | Versenyszám   | Eredmény  | Helyezés  | Eredmény | Helyezés |
| ------------------------- | ------------- | --------- | --------- | -------- | -------- |
| Katerína Sztefanídi       | Rúdugrás      | 460 cm    | 1.        | 485 cm   |          |
| Khaido Alexouli           | Távolugrás    | 613 cm    | 32.       | kiesett  | kiesett  |
| Paraskevi Papakhristou    | Hármasugrás   | 14,43 m   | 2.        | 14,26 m  | 8.       |
| Khrysoula Anagnostopoulou | Diszkoszvetés | 54,84 m   | 26.       | kiesett  | kiesett  |

| Versenyző       | Versenyszám | 100 m gát | 100 m gát | Magasugrás | Magasugrás | Súlylökés | Súlylökés | 200 m | 200 m | Távolugrás | Távolugrás | Gerelyhajítás | Gerelyhajítás | 800 m   | 800 m | Végeredmény | Végeredmény |
| Versenyző       | Versenyszám | Idő       | Pont      | Eredmény   | Pont       | Eredmény  | Pont      | Idő   | Pont  | Eredmény   | Pont       | Eredmény      | Pont          | Idő     | Pont  | Pont        | Helyezés    |
| --------------- | ----------- | --------- | --------- | ---------- | ---------- | --------- | --------- | ----- | ----- | ---------- | ---------- | ------------- | ------------- | ------- | ----- | ----------- | ----------- |
| Szofía Ifandídu | Hétpróba    | 13,99     | 980       | 165 cm     | 795        | 12,97 m   | 725       | 26,32 | 769   | 551 cm     | 703        | 54,57 m       | 949           | 2:30,08 | 692   | 5613        | 27.         |

* - egy másik versenyzővel azonos eredményt ért el

** - két másik versenyzővel azonos eredményt ért el

## Birkózás

### Női
Szabadfogású
| Versenyző         | Versenyszám | Selejtező         | Nyolcaddöntő              | Negyeddöntő                    | Elődöntő          | Vigaszág első kör | Vigaszág elődöntő | Bronz- mérkőzés   | Döntő             | Helyezés |
| Versenyző         | Versenyszám | Ellenfél Eredmény | Ellenfél Eredmény         | Ellenfél Eredmény              | Ellenfél Eredmény | Ellenfél Eredmény | Ellenfél Eredmény | Ellenfél Eredmény | Ellenfél Eredmény | Helyezés |
| ----------------- | ----------- | ----------------- | ------------------------- | ------------------------------ | ----------------- | ----------------- | ----------------- | ----------------- | ----------------- | -------- |
| María Prevolaráki | 53 kg       | erőnyerő          | Kumari Babita (IND) · 5–1 | Betzabeth Argüello (VEN) · 3–6 | kiesett           | kiesett           | kiesett           | kiesett           | kiesett           | 10.      |

## Cselgáncs
Férfi
| Versenyző          | Versenyszám | Selejtező         | 32-es főtábla                                          | Nyolcaddöntő      | Negyeddöntő       | Elődöntő          | Vigaszág elődöntő | Bronz- mérkőzés   | Döntő             | Helyezés |
| Versenyző          | Versenyszám | Ellenfél Eredmény | Ellenfél Eredmény                                      | Ellenfél Eredmény | Ellenfél Eredmény | Ellenfél Eredmény | Ellenfél Eredmény | Ellenfél Eredmény | Ellenfél Eredmény | Helyezés |
| ------------------ | ----------- | ----------------- | ------------------------------------------------------ | ----------------- | ----------------- | ----------------- | ----------------- | ----------------- | ----------------- | -------- |
| Roman Moustopoulos | Váltósúly   | erőnyerő          | Juan Diego Turcios (ESA) · 000(2)–100(1)               | kiesett           | kiesett           | kiesett           |                   |                   |                   | 17.      |
| Ilíasz Iliádisz    | Középsúly   | erőnyerő          | Cseng Hszün-csao (Cheng Xunzhao) (CHN) · 000(0)–100(0) | kiesett           | kiesett           | kiesett           |                   |                   |                   | 17.      |

## Evezés
Férfi
| Versenyző                                                                | Versenyszám                          | Előfutam | Előfutam | Vigaszág | Vigaszág | Elődöntő | Elődöntő | Elődöntő | Döntő | Döntő   | Döntő | Helyezés |
| Versenyző                                                                | Versenyszám                          | Idő      | Hely.    | Idő      | Hely.    | Típus    | Idő      | Hely.    | Típus | Idő     | Hely. | Helyezés |
| ------------------------------------------------------------------------ | ------------------------------------ | -------- | -------- | -------- | -------- | -------- | -------- | -------- | ----- | ------- | ----- | -------- |
| Dionysios Angelopoulos Joánisz Cílisz Jórgosz Dziálasz Joánisz Hrísztu   | Kormányos nélküli négyes             | 5:59,65  | 2.       | erőnyerő | erőnyerő | A/B      | 6:24,04  | 5.       | B     | 6:00,56 | 2.    | 8.       |
| Panajótisz Magdanísz Sztéfanosz Dúszkosz Ioannis Petrou Spyros Giannaros | Könnyűsúlyú kormányos nélküli négyes | 6:05,27  | 3.       | erőnyerő | erőnyerő | A/B      | 6:23,95  | 3.       | A     | 6:36,47 | 6.    | 6.       |

Női
| Versenyző                              | Versenyszám  | Előfutam | Előfutam | Vigaszág | Vigaszág | Elődöntő | Elődöntő | Elődöntő | Döntő | Döntő   | Döntő | Helyezés |
| Versenyző                              | Versenyszám  | Idő      | Hely.    | Idő      | Hely.    | Típus    | Idő      | Hely.    | Típus | Idő     | Hely. | Helyezés |
| -------------------------------------- | ------------ | -------- | -------- | -------- | -------- | -------- | -------- | -------- | ----- | ------- | ----- | -------- |
| Aikaterini Nikolaidou Sofia Asoumanaki | Kétpárevezős | 7:20,64  | 3.       | erőnyerő | erőnyerő | A/B      | 6:51,99  | 1.       | A     | 7:48,62 | 4.    | 4.       |

## Íjászat
Női
| Versenyző        | Versenyszám | Selejtező | Selejtező | 64-es főtábla                   | 32-es főtábla     | Nyolcaddöntő      | Negyeddöntő       | Elődöntő          | Döntő             | Helyezés |
| Versenyző        | Versenyszám | Pont      | Kiemelés  | Ellenfél Eredmény               | Ellenfél Eredmény | Ellenfél Eredmény | Ellenfél Eredmény | Ellenfél Eredmény | Ellenfél Eredmény | Helyezés |
| ---------------- | ----------- | --------- | --------- | ------------------------------- | ----------------- | ----------------- | ----------------- | ----------------- | ----------------- | -------- |
| Evangelía Pszára | Egyéni      | 596       | 55.       | Kavanaka Kaori (JPN)(10.) · 3-7 | kiesett           | kiesett           | kiesett           | kiesett           | kiesett           | 33.      |

## Kerékpározás

### Hegyi-kerékpározás
| Versenyző            | Versenyszám        | Idő     | Helyezés |
| -------------------- | ------------------ | ------- | -------- |
| Dimitrios Antoniadis | Férfi terepverseny | 1:44:17 | 31.      |

### Országúti kerékpározás
Férfi
| Versenyző         | Versenyszám   | Idő              | Helyezés |
| ----------------- | ------------- | ---------------- | -------- |
| Jánisz Tamurídisz | Mezőnyverseny | 6:30:05 (+20:00) | 51.      |

### Pálya-kerékpározás
Keirin
| Versenyző            | Versenyszám | 1. forduló | Vigaszág | 2. forduló | 7–12. helyért | Döntő    | Helyezés |
| Versenyző            | Versenyszám | Helyezés   | Helyezés | Helyezés   | Helyezés      | Helyezés | Helyezés |
| -------------------- | ----------- | ---------- | -------- | ---------- | ------------- | -------- | -------- |
| Hrísztosz Volikákisz | Férfi       | 4.         | 1.       | 5.         | 6.            |          | 12.      |

## Sportlövészet
Férfi
| Versenyző         | Versenyszám | Selejtező | Selejtező | Elődöntő | Elődöntő | Döntő   | Döntő    |
| Versenyző         | Versenyszám | Pont      | Helyezés  | Pont     | Helyezés | Pont    | Helyezés |
| ----------------- | ----------- | --------- | --------- | -------- | -------- | ------- | -------- |
| Efthímiosz Mítasz | Skeet       | 119       | 13.       | kiesett  | kiesett  | kiesett | kiesett  |

Női
| Versenyző    | Versenyszám   | Selejtező | Selejtező | Elődöntő | Elődöntő | Döntő | Döntő    |
| Versenyző    | Versenyszám   | Pont      | Helyezés  | Pont     | Helyezés | Pont  | Helyezés |
| ------------ | ------------- | --------- | --------- | -------- | -------- | ----- | -------- |
| Ána Korakáki | Légpisztoly   | 387       | 3.        |          |          | 177,7 |          |
| Ána Korakáki | Sportpisztoly | 584       | 2.        | 19       | 1.       | 8     |          |

## Súlyemelés
Férfi
| Versenyző           | Versenyszám | Szakítás | Szakítás | Lökés    | Lökés    | Összesen | Helyezés |
| Versenyző           | Versenyszám | Eredmény | Helyezés | Eredmény | Helyezés | Összesen | Helyezés |
| ------------------- | ----------- | -------- | -------- | -------- | -------- | -------- | -------- |
| Theodoros Iakovidis | 85 kg       | 160      | 8.       | 190      | 12.      | 350      | 11.      |

## Szinkronúszás
| Versenyző                                 | Versenyszám | Technikai gyakorlat | Technikai gyakorlat | Selejtező        | Selejtező        | Selejtező  | Selejtező  | Döntő            | Döntő            | Döntő      | Döntő      | Helyezés |
| Versenyző                                 | Versenyszám | Technikai gyakorlat | Technikai gyakorlat | Szabad gyakorlat | Szabad gyakorlat | Összesítés | Összesítés | Szabad gyakorlat | Szabad gyakorlat | Összesítés | Összesítés | Helyezés |
| Versenyző                                 | Versenyszám | Pont                | Hely.               | Pont             | Hely.            | Pont       | Hely.      | Pont             | Hely.            | Pont       | Hely.      | Helyezés |
| ----------------------------------------- | ----------- | ------------------- | ------------------- | ---------------- | ---------------- | ---------- | ---------- | ---------------- | ---------------- | ---------- | ---------- | -------- |
| Evangelia Papazoglou Evangelía Platanióti | Páros       | 85,3550             | 10.                 | 86,1000          | 10.              | 171,4550   | 10.        | 86,5000          | 10.              | 171,8550   | 10.        | 10.      |

## Torna
Férfi
| Versenyző               | Versenyszám | Selejtező | Selejtező | Döntő    | Döntő    |
| Versenyző               | Versenyszám | Pontszám  | Helyezés  | Pontszám | Helyezés |
| ----------------------- | ----------- | --------- | --------- | -------- | -------- |
| Vlászisz Márasz         | Nyújtó      | 14,200    | 38.       | kiesett  | kiesett  |
| Elefthériosz Petrúniasz | Gyűrű       | 15,833    | 2.        | 16,000   |          |

Női
| Versenyző         | Versenyszám | Selejtező | Selejtező | Döntő    | Döntő    |
| Versenyző         | Versenyszám | Pontszám  | Helyezés  | Pontszám | Helyezés |
| ----------------- | ----------- | --------- | --------- | -------- | -------- |
| Vaszilikí Milúszi | Gerenda     | 13,200    | 57.       | kiesett  | kiesett  |

### Ritmikus gimnasztika
| Versenyző      | Versenyszám | Selejtező | Selejtező | Selejtező | Selejtező | Selejtező | Selejtező | Selejtező | Selejtező | Selejtező | Selejtező | Döntő   | Döntő   | Döntő   | Döntő   | Döntő    | Döntő    | Döntő   | Döntő   | Döntő    | Döntő    | Helyezés |
| Versenyző      | Versenyszám | Karika    | Karika    | Labda     | Labda     | Buzogány  | Buzogány  | Szalag    | Szalag    | Összesen  | Összesen  | Karika  | Karika  | Labda   | Labda   | Buzogány | Buzogány | Szalag  | Szalag  | Összesen | Összesen | Helyezés |
| Versenyző      | Versenyszám | Pont      | Hely.     | Pont      | Hely.     | Pont      | Hely.     | Pont      | Hely.     | Pont      | Hely.     | Pont    | Hely.   | Pont    | Hely.   | Pont     | Hely.    | Pont    | Hely.   | Pont     | Hely.    | Helyezés |
| -------------- | ----------- | --------- | --------- | --------- | --------- | --------- | --------- | --------- | --------- | --------- | --------- | ------- | ------- | ------- | ------- | -------- | -------- | ------- | ------- | -------- | -------- | -------- |
| Varvara Filiou | Egyéni      | 17,208    | 14.       | 17,333    | 15.       | 17,333    | 16.       | 16,750    | 19.       | 68,624    | 15.       | kiesett | kiesett | kiesett | kiesett | kiesett  | kiesett  | kiesett | kiesett | kiesett  | kiesett  | 15.      |

| Versenyző                                                                                | Versenyszám | Selejtező | Selejtező | Selejtező              | Selejtező              | Selejtező | Selejtező | Döntő    | Döntő    | Döntő                  | Döntő                  | Döntő    | Döntő    | Helyezés |
| Versenyző                                                                                | Versenyszám | 5 szalag  | 5 szalag  | 3 buzogány és 2 karika | 3 buzogány és 2 karika | Összesen  | Összesen  | 5 szalag | 5 szalag | 3 buzogány és 2 karika | 3 buzogány és 2 karika | Összesen | Összesen | Helyezés |
| Versenyző                                                                                | Versenyszám | Pont      | Hely.     | Pont                   | Hely.                  | Pont      | Hely.     | Pont     | Hely.    | Pont                   | Hely.                  | Pont     | Hely.    | Helyezés |
| ---------------------------------------------------------------------------------------- | ----------- | --------- | --------- | ---------------------- | ---------------------- | --------- | --------- | -------- | -------- | ---------------------- | ---------------------- | -------- | -------- | -------- |
| Ioanna Anagnostopoulou Eléni Dóika Zoi Kontogianni Mikhaela Metallidou Sztavrúla Szamará | Csapat      | 15,000    | 12.       | 15,416                 | 14.                    | 30,416    | 13.       | kiesett  | kiesett  | kiesett                | kiesett                | kiesett  | kiesett  | 13.      |

## Úszás
Férfi
| Versenyző                                                                     | Versenyszám      | Előfutam | Előfutam | Előfutam | Elődöntő | Elődöntő | Elődöntő | Döntő     | Döntő    |
| Versenyző                                                                     | Versenyszám      | Idő      | Hely.    | Össz.    | Idő      | Hely.    | Össz.    | Idő       | Helyezés |
| ----------------------------------------------------------------------------- | ---------------- | -------- | -------- | -------- | -------- | -------- | -------- | --------- | -------- |
| Odysseus Meladinis                                                            | 50 m gyors       | 22,47    | 6.       | 33.*     | kiesett  | kiesett  | kiesett  | kiesett   | kiesett  |
| Krisztian Golomeev                                                            | 50 m gyors       | 21,93    | 5.       | 10.*     | 21,98    | 6.       | 13.      | kiesett   | kiesett  |
| Krisztian Golomeev                                                            | 100 m gyors      | 48,68    | 3.       | 20.      | kiesett  | kiesett  | kiesett  | kiesett   | kiesett  |
| Dimitrios Dimitriou                                                           | 400 m gyors      | 3:54,98  | 6.       | 41.      |          |          |          | kiesett   | kiesett  |
| Apostolos Khristou                                                            | 100 m hát        | 54,12    | 6.       | 18.      | kiesett  | kiesett  | kiesett  | kiesett   | kiesett  |
| Apostolos Khristou                                                            | 200 m hát        | 1:59,78  | 8.       | 24.      | kiesett  | kiesett  | kiesett  | kiesett   | kiesett  |
| Panajótisz Szamilídisz                                                        | 100 m mell       | 1:00,35  | 7.       | 19.      | kiesett  | kiesett  | kiesett  | kiesett   | kiesett  |
| Panajótisz Szamilídisz                                                        | 200 m mell       | 2:12,68  | 8.       | 27.      | kiesett  | kiesett  | kiesett  | kiesett   | kiesett  |
| Dimitrios Koulouris                                                           | 200 m mell       | 2:14,86  | 7.       | 35.      | kiesett  | kiesett  | kiesett  | kiesett   | kiesett  |
| Sztéfanosz Dimitriádisz                                                       | 200 m pillangó   | 1:56,76  | 6.       | 18.      | kiesett  | kiesett  | kiesett  | kiesett   | kiesett  |
| Andréasz Vazéosz                                                              | 200 m vegyes     | 1:59,33  | 3.       | 9.       | 1:59,54  | 7.       | 11.      | kiesett   | kiesett  |
| Odysseus Meladinis Krisztian Golomeev Khristos Katrantzis Apostolos Khristou  | 4 × 100 m gyors  | 3:14,62  | 6.       | 10.      |          |          |          | kiesett   | kiesett  |
| Apostolos Khristou Panajótisz Szamilídisz Andréasz Vazéosz Krisztian Golomeev | 4 × 100 m vegyes | 3:36,75  | 8.       | 15.      |          |          |          | kiesett   | kiesett  |
| Szpirídon Janiótisz                                                           | 10 km nyílt vízi |          |          |          |          |          |          | 1:52:59,8 |          |

Női
| Versenyző         | Versenyszám      | Előfutam | Előfutam | Előfutam | Elődöntő | Elődöntő | Elődöntő | Döntő     | Döntő    |
| Versenyző         | Versenyszám      | Idő      | Hely.    | Össz.    | Idő      | Hely.    | Össz.    | Idő       | Helyezés |
| ----------------- | ---------------- | -------- | -------- | -------- | -------- | -------- | -------- | --------- | -------- |
| Theodóra Dráku    | 50 m gyors       | 25,36    | 5.       | 32.      | kiesett  | kiesett  | kiesett  | kiesett   | kiesett  |
| Anna Ntountounaki | 100 m pillangó   | 58,27    | 6.       | 18.*     | kiesett  | kiesett  | kiesett  | kiesett   | kiesett  |
| Krisztél Vurná    | 100 m pillangó   | 58,89    | 7.       | 22.      | kiesett  | kiesett  | kiesett  | kiesett   | kiesett  |
| Kalliopi Araouzou | 10 km nyílt vízi |          |          |          |          |          |          | 1:57:31,6 | 11.      |

* - egy másik versenyzővel azonos időt ért el

## Vitorlázás
Férfi
| Versenyző                         | Versenyszám     | Futam | Futam | Futam | Futam | Futam | Futam | Futam | Futam | Futam | Futam | Futam | Futam | Futam   | Pontszám | Helyezés |
| Versenyző                         | Versenyszám     | 1     | 2     | 3     | 4     | 5     | 6     | 7     | 8     | 9     | 10    | 11    | 12    | É       | Pontszám | Helyezés |
| --------------------------------- | --------------- | ----- | ----- | ----- | ----- | ----- | ----- | ----- | ----- | ----- | ----- | ----- | ----- | ------- | -------- | -------- |
| Víron Kokalánisz                  | Szörfvitorlázás | 2     | 2     | 6     | (13)  | 5     | 5     | 5     | 8     | 12    | 12    | 11    | 10    | 18      | 96       | 5.       |
| Jánisz Mitákisz                   | Finn dingi      | 12    | (24)  | 3     | 2     | 13    | 12    | 21    | 9     | 13    | 3     |       |       | kiesett | 88       | 11.      |
| Pavlos Kagialis Panagiotis Mantis | 470-es osztály  | 9     | 3     | 1     | 5     | (13)  | 9     | 5     | 2     | 2     | 2     |       |       | 20      | 58       |          |

Női
| Versenyző          | Versenyszám     | Futam | Futam | Futam | Futam | Futam | Futam | Futam | Futam | Futam | Futam | Futam | Futam | Futam   | Pontszám | Helyezés |
| Versenyző          | Versenyszám     | 1     | 2     | 3     | 4     | 5     | 6     | 7     | 8     | 9     | 10    | 11    | 12    | É       | Pontszám | Helyezés |
| ------------------ | --------------- | ----- | ----- | ----- | ----- | ----- | ----- | ----- | ----- | ----- | ----- | ----- | ----- | ------- | -------- | -------- |
| Angelíki Szkarlátu | Szörfvitorlázás | 16    | 17    | 7     | 12    | 17    | 15    | (27)  | 20    | 16    | 15    | 20    | 16    | kiesett | 171      | 19.      |

Vegyes
| Versenyző                            | Versenyszám | Futam | Futam | Futam | Futam | Futam | Futam | Futam | Futam | Futam | Futam | Futam | Futam | Futam   | Pontszám | Helyezés |
| Versenyző                            | Versenyszám | 1     | 2     | 3     | 4     | 5     | 6     | 7     | 8     | 9     | 10    | 11    | 12    | É       | Pontszám | Helyezés |
| ------------------------------------ | ----------- | ----- | ----- | ----- | ----- | ----- | ----- | ----- | ----- | ----- | ----- | ----- | ----- | ------- | -------- | -------- |
| Szofía Bekatóru Mihálisz Pateniótisz | Nacra 17    | (21)  | 21    | 16    | 4     | 6     | 11    | 3     | 15    | 14    | 18    | 21    | 19    | kiesett | 148      | 18.      |

## Vívás
Női
| Versenyző                     | Versenyszám  | Selejtező                | 32-es főtábla                | Nyolcaddöntő                | Negyeddöntő       | Elődöntő          | Bronz- mérkőzés   | Döntő             | Helyezés |
| Versenyző                     | Versenyszám  | Ellenfél Eredmény        | Ellenfél Eredmény            | Ellenfél Eredmény           | Ellenfél Eredmény | Ellenfél Eredmény | Ellenfél Eredmény | Ellenfél Eredmény | Helyezés |
| ----------------------------- | ------------ | ------------------------ | ---------------------------- | --------------------------- | ----------------- | ----------------- | ----------------- | ----------------- | -------- |
| Aikaterini Kontokhristopoulou | Tőr, egyéni  | Đỗ Thị Anh (VIE) · 13-15 | kiesett                      | kiesett                     | kiesett           | kiesett           | kiesett           | kiesett           | 33.      |
| Vaszilikí Vujúka              | Kard, egyéni | erőnyerő                 | Dagmara Wozniak (USA) · 15-8 | Jana Jegorjan (RUS) · 11-15 | kiesett           | kiesett           | kiesett           | kiesett           | 13.      |

## Vízilabda

### Férfi
| Görög férfi vízilabdacsapat-játékoskeret | Görög férfi vízilabdacsapat-játékoskeret |
| --- | --- |
| - Hrísztosz Afrudákisz - Evángelosz Delakasz - Georgios Dervisis - Konstantinos Flegkas - Jánisz Fundúlisz - Stefanos Galanopoulos - Alexandros Gounas | - Konsztandínosz Jenidúniasz - Khristodoulos Kolomvos - Emanuíl Milonákisz - Konsztandínosz Muríkisz - Kyriakos Pontikeas - Ángelosz Vlahópulosz |

#### Eredmények
Csoportkör
A csoport
| Hely. | Csapat             | M | Gy | D | V | G+ | G– | Gk  | P | Továbbjutás |
| ----- | ------------------ | - | -- | - | - | -- | -- | --- | - | ----------- |
| 1.    | Magyarország (HUN) | 5 | 2  | 3 | 0 | 57 | 43 | +14 | 7 | Negyeddöntő |
| 2.    | Görögország (GRE)  | 5 | 2  | 2 | 1 | 41 | 40 | +1  | 6 | Negyeddöntő |
| 3.    | Brazília (BRA) (R) | 5 | 3  | 0 | 2 | 40 | 39 | +1  | 6 | Negyeddöntő |
| 4.    | Szerbia (SRB)      | 5 | 2  | 2 | 1 | 49 | 44 | +5  | 6 | Negyeddöntő |
| 5.    | Ausztrália (AUS)   | 5 | 2  | 1 | 2 | 44 | 40 | +4  | 5 |             |
| 6.    | Japán (JPN)        | 5 | 0  | 0 | 5 | 36 | 61 | −25 | 0 |             |

| 2016. augusztus 6. 13:00 (18:00) | Görögország (GRE)    | 8–7         | Japán (JPN)     | Maria Lenk Aquatic Center, Rio de Janeiro Játékvezetők: Szergej Naumov (RUS), Stanko Ivanovski (MNE) |
| 2016. augusztus 6. 13:00 (18:00) | (2–0, 2–3, 0–4, 4–0) |             |                 | Maria Lenk Aquatic Center, Rio de Janeiro Játékvezetők: Szergej Naumov (RUS), Stanko Ivanovski (MNE) |
| 2016. augusztus 6. 13:00 (18:00) | Vlahópulosz 3        | Jegyzőkönyv | három játékos 2 | Maria Lenk Aquatic Center, Rio de Janeiro Játékvezetők: Szergej Naumov (RUS), Stanko Ivanovski (MNE) |

| 2016. augusztus 8. 9:00 (14:00) | Szerbia (SRB)        | 9–9         | Görögország (GRE) | Maria Lenk Aquatic Center, Rio de Janeiro Játékvezetők: Mark Koganov (AZE), Joseph Peila (USA) |
| 2016. augusztus 8. 9:00 (14:00) | (1–2, 0–2, 4–3, 4–2) |             |                   | Maria Lenk Aquatic Center, Rio de Janeiro Játékvezetők: Mark Koganov (AZE), Joseph Peila (USA) |
| 2016. augusztus 8. 9:00 (14:00) | Filipović 2          | Jegyzőkönyv | Fundúlisz 4       | Maria Lenk Aquatic Center, Rio de Janeiro Játékvezetők: Mark Koganov (AZE), Joseph Peila (USA) |

| 2016. augusztus 10. 10:20 (15:20) | Görögország (GRE)    | 8–8         | Magyarország (HUN) | Maria Lenk Aquatic Center, Rio de Janeiro Játékvezetők: Nenad Peris (CRO), Mark Koganov (AZE) |
| 2016. augusztus 10. 10:20 (15:20) | (1–2, 1–1, 4–2, 2–3) |             |                    | Maria Lenk Aquatic Center, Rio de Janeiro Játékvezetők: Nenad Peris (CRO), Mark Koganov (AZE) |
| 2016. augusztus 10. 10:20 (15:20) | Vlahópulosz 3        | Jegyzőkönyv | Hárai 3            | Maria Lenk Aquatic Center, Rio de Janeiro Játékvezetők: Nenad Peris (CRO), Mark Koganov (AZE) |

| 2016. augusztus 12. 19:30 (0:30) | Görögország (GRE)    | 9–4         | Brazília (BRA) | Maria Lenk Aquatic Center, Rio de Janeiro Játékvezetők: Boris Margeta (SLO), Szergej Naumov (RUS) |
| 2016. augusztus 12. 19:30 (0:30) | (3–1, 1–1, 3–2, 2–0) |             |                | Maria Lenk Aquatic Center, Rio de Janeiro Játékvezetők: Boris Margeta (SLO), Szergej Naumov (RUS) |
| 2016. augusztus 12. 19:30 (0:30) | három játékos 2      | Jegyzőkönyv | Silva 2        | Maria Lenk Aquatic Center, Rio de Janeiro Játékvezetők: Boris Margeta (SLO), Szergej Naumov (RUS) |

| 2016. augusztus 14. 14:10 (19:10) | Ausztrália (AUS)     | 12–7        | Görögország (GRE) | Olympic Aquatics Stadium, Rio de Janeiro Játékvezetők: Filippo Gomez (ITA), Joseph Peila (USA) |
| 2016. augusztus 14. 14:10 (19:10) | (5–3, 5–1, 0–1, 2–2) |             |                   | Olympic Aquatics Stadium, Rio de Janeiro Játékvezetők: Filippo Gomez (ITA), Joseph Peila (USA) |
| 2016. augusztus 14. 14:10 (19:10) | Cotterill, Howden 3  | Jegyzőkönyv | Fundúlisz 3       | Olympic Aquatics Stadium, Rio de Janeiro Játékvezetők: Filippo Gomez (ITA), Joseph Peila (USA) |

Negyeddöntő
| 2016. augusztus 16. 16:30 (21:30) | Görögország (GRE)     | 5–9         | Olaszország (ITA) | Olympic Aquatics Stadium, Rio de Janeiro Játékvezetők: Boris Margeta (SLO), Szergej Naumov (RUS) |
| 2016. augusztus 16. 16:30 (21:30) | (0–2, 2–2, 1–2, 2–3)  |             |                   | Olympic Aquatics Stadium, Rio de Janeiro Játékvezetők: Boris Margeta (SLO), Szergej Naumov (RUS) |
| 2016. augusztus 16. 16:30 (21:30) | Fundúlisz, Muríkisz 2 | Jegyzőkönyv | Figlioli 3        | Olympic Aquatics Stadium, Rio de Janeiro Játékvezetők: Boris Margeta (SLO), Szergej Naumov (RUS) |

Az 5–8. helyért
| 2016. augusztus 18. 15:10 (20:10) | Görögország (GRE)      | 9–7         | Spanyolország (ESP) | Olympic Aquatics Stadium, Rio de Janeiro Játékvezetők: Boris Margeta (SLO), Nenad Peris (CRO) |
| 2016. augusztus 18. 15:10 (20:10) | (1–0, 2–1, 4–3, 2–3)   |             |                     | Olympic Aquatics Stadium, Rio de Janeiro Játékvezetők: Boris Margeta (SLO), Nenad Peris (CRO) |
| 2016. augusztus 18. 15:10 (20:10) | Afrudákisz, Muríkisz 2 | Jegyzőkönyv | Molina 4            | Olympic Aquatics Stadium, Rio de Janeiro Játékvezetők: Boris Margeta (SLO), Nenad Peris (CRO) |

Az 5. helyért
| 2016. augusztus 20. 16:30 (21:30) | Magyarország (HUN)   | 12–10       | Görögország (GRE) | Olympic Aquatics Stadium, Rio de Janeiro Játékvezetők: Mark Koganov (AZE), Joseph Peila (USA) |
| 2016. augusztus 20. 16:30 (21:30) | (2–1, 4–4, 3–3, 3–2) |             |                   | Olympic Aquatics Stadium, Rio de Janeiro Játékvezetők: Mark Koganov (AZE), Joseph Peila (USA) |
| 2016. augusztus 20. 16:30 (21:30) | Kis, Zalánki 3       | Jegyzőkönyv | négy játékos 2    | Olympic Aquatics Stadium, Rio de Janeiro Játékvezetők: Mark Koganov (AZE), Joseph Peila (USA) |

| Csapat            | Helyezés |
| ----------------- | -------- |
| Görögország (GRE) | 6.       |